# قانون أنجلوسكسوني

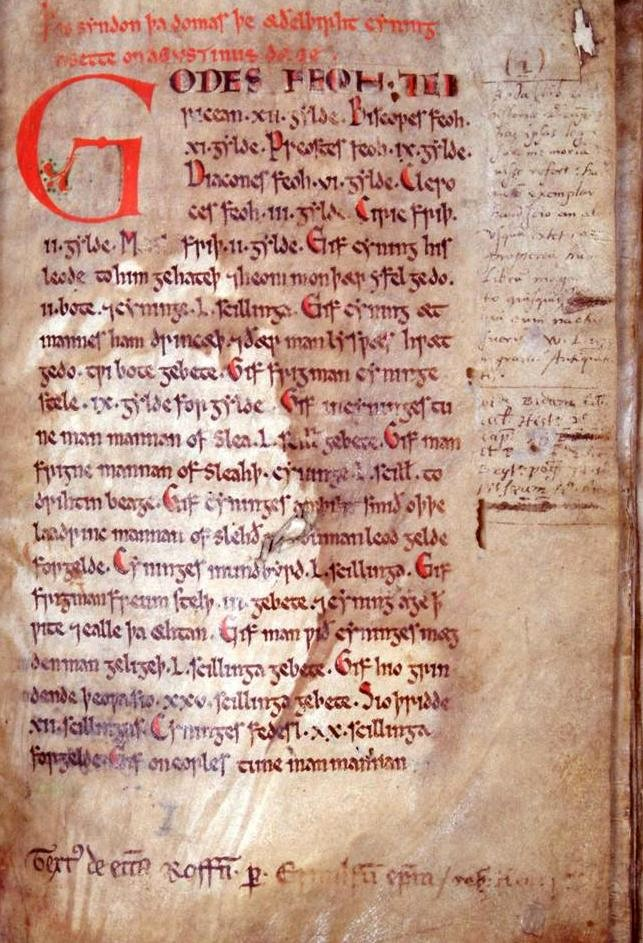
الصفحة الأولى من مكتبة كاتدرائية روتشستر، المخطوطة A.3.5، Textus Roffensis، والتي تحتوي على النسخة الوحيدة الباقية من قوانين أثيلبيرت.

القانون الأنجلوسكسوني هو عبارة عن مجموعة من القواعد والأعراف المكتوبة والتي كانت موجودة خلال الفترة الأنجلوسكسونية في إنجلترا، قبل الغزو النورماندي. تنحدر هذه المجموعة من القوانين جنبًا إلى جنب مع القانون الاسكندنافي المبكر والقانون الجرماني من عائلة العادات والفكر القانوني الجرماني القديم. مع ذلك، تُعد رموز القانون الأنجلوسكسوني متميزة عن البيانات القانونية الجرمانية المبكرة الأخرى المعروفة باسم قوانين السكان الأصليين، بشكل جزئي لأنها كُتبت باللغة الأنجلوسكسونية القديمة بدلًا من اللاتينية. كانت القوانين الأنجلوسكسونية هي الثانية في أوروبا الغربية في القرون الوسطى بعد الإيرلندية التي جرى التعبير عنها بلغة أخرى غير اللاتينية.

## نظرة عامة

### القانون الجرماني المبكر
كانت السجلات المحفورة للقانون الجرماني المبكر، (قوانين السكان الأصليين) في نواح كثيرة نتاجًا للتأثير الروماني. طوال فترة العصور المبكرة، عندما بدأت مختلف القبائل «التوتونية» أو الجرمانية بالاتصال بشكل أوثق وأكثر سلمًا مع الحضارات ذات الطابع المؤسسي المحيطة بالبحر الأبيض المتوسط –على الأخص الإمبراطورية الرومانية- كان من المحتم أن تتأثر بالتأثيرات الثقافية النابعة من الجنوب. بدأت العديد من القبائل والأمم الجرمانية بتقليد الجوانب الثقافية والمؤسسية للحضارة الرومانية. كان جزء من هذا التقليد مهمًا جدًا أو كان له تأثير عميق على طبيعة الحياة «البربرية» مثل اعتماد الكتابة، وهي التقنية التي انتشرت في جميع أنحاء الممالك الجرمانية جنبًا إلى جنب مع المسيحية، وهي دين قائم على القراءة والكتابة. وصولًا إلى هذه النقطة، كانت القوانين أو عادات الأمم البربرية في شمال أوروبا شفوية في الأساس، إذ كانت تُتلى علنًا في بعض الأحيان، واعتمدت في استمرارها على الكلام الشفوي وذاكرة هؤلاء الذين كان لزامًا عليهم أن يتذكروا القوانين أو العادات.
في جميع الأحوال، ومع الكتابة كان من الممكن سن العادات القديمة لأوروبا الشمالية في قالب دائم أو أقل أو أكثر ثباتًا، وذلك باستخدامهم الحبر والورق. كان هناك اتجاه عام بين القبائل الجرمانية في أوروبا بأن تكيف نظام الكتابة الروماني الذي سرعان ما أعقبه إنتاج مدونة قوانين وطنية. كان من الممكن أن يكون أمرًا حتميًا أيضًا، في تقليد الممارسة الرومانية لكتابة القانون، أن تؤثر جوانب القانون والفقه الروماني على هذه القوانين الجرمانية الجديدة. إن العديد من البيانات القانونية والعرفية التي تشكل أقدم القوانين الجرمانية المكتوبة من القارة تشهد على تأثيرات اللغة الرومانية والقانون الروماني، إذ كتب كل منها باللغة اللاتينية (لغة أجنبية)، وتأثر بشكل كبير في كثير من الأحيان بالقانون العظيم للإمبراطور العظيم البيزنطي جستيان.

## التقسيمات
يمكن تصنيف مختلف أنواع الإعلانات القانونية العلمانية التي بقيت من العصر الأنجلوسكسوني في ثلاث فئات عامة، حسب طريقة نشرها:
1. القوانين ومجموعات القوانين التي تصدرها السلطة العامة
2. بيانات العرف
3. مجموعات خاصة للقواعد القانونية والتشريعات